# Sörensen hat Angst
Sörensen hat Angst ist ein deutscher Fernsehfilm aus dem Jahr 2021 und das Regiedebüt von Bjarne Mädel. In der Hauptrolle spielt Mädel selbst Kriminalhauptkommissar Sörensen, der an einer Angststörung leidet und sich deshalb ins beschauliche Friesland versetzen lässt. Allerdings geht es dort nicht ganz so ruhig zu, wie es sich der Kommissar erhofft hat.
Es handelt sich um die Verfilmung des gleichnamigen Romans von Sven Stricker, der 2015 erschienen ist.
Die Fortsetzung Sörensen fängt Feuer, die ebenfalls auf einem gleichnamigen Roman von Sven Stricker basiert, wurde im Oktober 2023 in der Mediathek der ARD veröffentlicht und im Ersten erstausgestrahlt.

## Handlung
Kriminalhauptkommissar Sörensen hat sein bisheriges Leben in Hamburg verbracht. Er war wegen einer Angststörung die letzten zwei Jahre krankgeschrieben. Seine Frau hat sich mit der gemeinsamen Tochter von ihm getrennt. Um seiner Angst zu entfliehen, lässt sich Sörensen ins fiktive friesländische Katenbüll im fiktiven Landkreis Brake versetzen, wo er die Leitung der Polizeidienststelle übernimmt.
Kaum hat er sich in der Dienststelle Katenbüll bei seinen neuen Mitarbeitern Jenny Holstenbeck und Malte Schuster vorgestellt, ist es auch schon vorbei mit der ländlichen Ruhe. Der Bürgermeister des Ortes, Heiner Hinrichs, ist in seinem Pferdestall mit drei Schüssen regelrecht hingerichtet worden. Niemand hat etwas gehört, die Ehefrau Hilda nimmt Medikamente und hat deshalb tief geschlafen. An seiner neuen Bleibe trifft er auf seinen Nachbarn Düseler und dessen Sohn Bengt. Später fährt er zur Firma 'Fleischeslust', die von Jens Schäffler, einem Freund des Bürgermeisters, geleitet wird. Einen weiteren früheren Freund Schäfflers, Frieder Marek, trifft Sörensen in dessen verwahrlostem Haus an. Der ehemalige Kurdirektor musste aufgrund von kinderpornografischen Fotos, die man ihm angeblich untergeschoben hat, zurücktreten. Man habe ihn „abserviert“, die Frau ist mit den Kindern ausgezogen und mittlerweile ist Marek alkoholabhängig.
Jan, der Sohn des Bürgermeisters, meldet sich telefonisch bei Sörensen und bittet um ein Treffen um Mitternacht. Sörensen geht zuvor noch mit Jenny ins Dorflokal „Deichkrug“, wo sie sich über ihr Leben und ihre individuellen Probleme austauschen. Als Sörensen um Mitternacht vor seinem Haus Jan erwartet, wird er niedergeschlagen. Jan ist nicht aufzufinden. Malte hat mittlerweile bei seinen Recherchen in Internetforen herausgefunden, dass dem Bürgermeister Kindesmissbrauch vorgeworfen wird. Drei Männer sollen darin verwickelt sein. Sörensen möchte deswegen mit dem Nachbarssohn Bengt sprechen, findet jedoch im Haus nur den erschossenen Vater vor. Bengt wird auf einem nahen Feld gefunden.
Am nächsten Morgen suchen Sörensen und Jenny nach Jan. Sie entdecken auf dem Hof des Bürgermeisters ein verstecktes Zimmer, in dem der Missbrauch der Kinder stattgefunden hat und gefilmt wurde. Sörensen stellt Schäffler vor seiner Firma diesbezüglich zur Rede. Marek kommt dazu und erschießt Schäffler und danach sich selbst. Im Gespräch mit Bengt erfährt Sörensen, dass dessen Vater der dritte Pädophile war und den Kommissar niedergeschlagen hat, um Jan anschließend fortzuschaffen. Bengt berichtet von einem geheimen Ort, an dem Sörensen Jan lebend vorfindet.

## Produktion
Der Film basiert auf dem Kriminalroman Sörensen hat Angst aus der Reihe Sörensen ermittelt von Sven Stricker und wurde erstmals am 20. Januar 2021 im Ersten ausgestrahlt.
Die Fortsetzung Sörensen fängt Feuer, die ebenfalls auf einem gleichnamigen Roman von Sven Stricker basiert, wurde am 11. Oktober 2023 in der Mediathek der ARD veröffentlicht und eine Woche später im Ersten erstausgestrahlt.

## Drehorte
Gedreht wurde der Film vom 19. Februar bis zum 20. März 2020 in Varel in der Stadt und am Außenhafen, Bremerhaven, Loy in der Gemeinde Rastede, Burhave in der Gemeinde Butjadingen, in Rönnelmoor in Jade und in Barge in der Gemeinde Friedeburg. Die Szenen um die Dorfkneipe Deichkrug entstanden in einer Gaststätte in Varel-Langendamm.

## Rezeption

### Kritiken
Das Lexikon des internationalen Films beschreibt den Film als „[a]nspruchsvolle Mischung aus Krimi und Komödie über Abgründe hinter bürgerlichen Fassaden, die Komik und Gewalt, Witz und psychische Erkrankung, Skurrilität und Düsternis geschickt austariert“. Mädel stelle die Erkrankung des Protagonisten sowohl optisch als auch akustisch überzeugend dar. Die Krimihandlung entwickele sich beklemmend und gesellschaftskritisch, es werde wie in einem Claude-Chabrol-Krimi hinter bürgerliche Fassaden geblickt, um den oft vernachlässigten Horror in der Provinz darzustellen. Neben Mädel würden auch die Nebenfigurendarsteller Wichmann, Meier und Ratte-Polle überzeugen, insbesondere Brandt und Kurth, die ihre Figuren mit wenigen Sätzen und Gesten ausfüllten. Die Redaktion vergibt 4 von 5 Sternen.
Rainer Tittelbach gibt dem Film bei tittelbach.tv 6 von 6 Sternen und zählt ihn zu den Highlights des Fernsehmonats Januar 2021. Sein Fazit lautet: „Es gab lange keinen Fernsehfilm mehr, von dem man sich so sehr eine Fortsetzung wünschen würde!“

### Einschaltquoten
Die Erstausstrahlung des Films am 20. Januar 2021 sahen in Deutschland 3,45 Millionen Zuschauer, was einem Marktanteil von 10,6 % entsprach.

## Auszeichnungen und Nominierungen
Deutscher Fernsehkrimipreis 2021
- Auszeichnung mit dem Hauptpreis

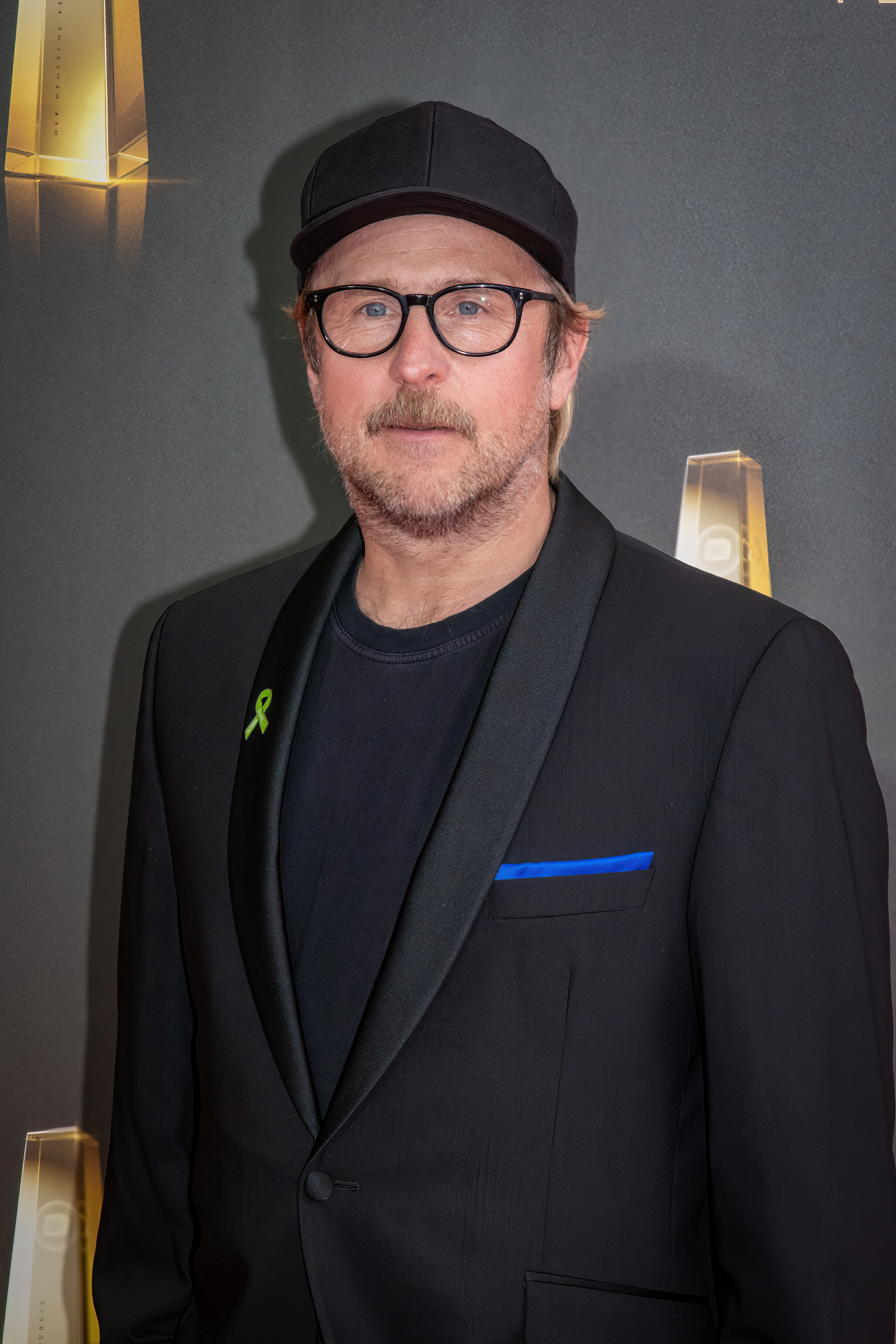
Bjarne Mädel bei der Verleihung des Deutschen Fernsehpreises 2021

- Auszeichnung mit dem Publikumspreis[8]

Deutscher Fernsehpreis 2021
- Nominierung als Bester Schauspieler (Bjarne Mädel)[9]

Deutscher Schauspielpreis 2021
- Auszeichnung als Beste Schauspielerin in einer komödiantischen Rolle (Katrin Wichmann)

Fernsehfilmfestival Baden-Baden 2021
- Nominierung für den Fernsehfilmpreis der Deutschen Akademie der Darstellenden Künste
- Auszeichnung mit dem 3sat-Publikumspreis[10][11]

Grimme-Preis 2022
- Nominierung in der Kategorie Fiktion
- Auszeichnung als Bester Darsteller in der Kategorie Fiktion (Bjarne Mädel)[12]

Romyverleihung 2021
- Auszeichnung in der Kategorie Bester Film TV/Stream (Bjarne Mädel)
- Auszeichnung in der Kategorie Bestes Buch TV (Sven Stricker)[13]